# Rostellariella martinii
Rostellariella martinii Marrat, 1877 è un mollusco gasteropode della famiglia Rostellariidae.

## Descrizione
Conchiglia sottile, leggera, dalla superficie setosa con spire allungate, apice appuntito e spira terminale ingrossata; il sifone ha forma di una spina ed è lievemente incurvato. Appena sotto la sutura poco profonda vi è un marcato solco spirale. Il labbro esterno, ispessito al bordo, reca sei o sette brevi spine. Colore bruno-crema pallido, con bordo del labbro esterno e parte inferiore della columella bianchi; le spire mediane sono di colore bruno più scuro. Fino a 13 centimetri.

## Distribuzione e habitat
Filippine. Il suo habitat naturale sono le acque profonde.